# Suresnes
Suresnes är en kommun i departementet Hauts-de-Seine i regionen Île-de-France i norra Frankrike. Kommunen ligger i kantonen Suresnes som tillhör arrondissementet Nanterre. År 2022 hade Suresnes 48 932 invånare.
Kommunen är en närförort till Paris, belägen rakt väster om centrala Paris, någon kilometer sydväst om La Défense.

## Befolkningsutveckling
Antalet invånare i kommunen Suresnes
| Referens: INSEE |